# Criollos de Caguas (basket-ball)
Les Criollos de Caguas, ou Caguas Creoles, sont un club portoricain de basket-ball évoluant en Baloncesto Superior Nacional, soit le plus haut niveau du championnat portoricain. Le club est basé dans la ville de Caguas. 
Une équipe de baseball porte par ailleurs le même nom.

## Palmarès
- Champion de Porto Rico : 2006

## Joueurs célèbres ou marquants
- Angelo Reyes
- Filiberto Rivera